# عبيرو

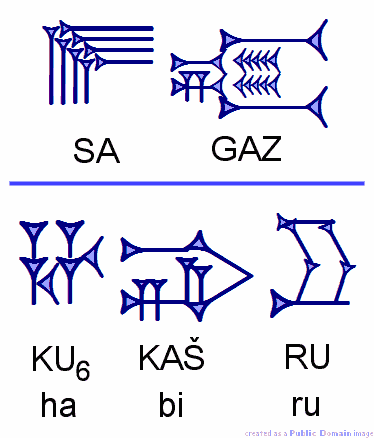

عبيرو والأصح خبيرو (ha-bi-ru) بالأكادية وبالسومرية (Lu- SA. GAZ)
اسم لمجموعات بشرية ورد في العديد من كتابات الهلال الخصيب، والأناضول ووادي النيل حيث تعود أقدم الشواهد لزمن سلالة أور الثالثة في الألف الثالث ق.م وأيضاً في كتابات ماري من القرن الثامن عشر ق.م وألالاخ وأوغاريت وفي رسائل تل العمارنةالتي كتبت بالأكاديةً، أما في وثائق المكتوبة بالهيرغايفية المصرية من طيبة وغيرها فوردت الكلمة على شكل (C P R).

## الاسم
يتكون الاسم في الاكادية من ثلاث مقاطع (ha-bi-ru) خا- بي- رو

### خا
يمكن أن يقرأ المقطع (عا) بدلاً من (خا) في اللهجة الأكادية الغربية فتصبح الكلمة عبيرو، ولكن هذا القلب ليس قاعدة عامة

### بي
يمكن أن يقلب إلى (پي) في المصرية ويلاحظ غياب قيمة هذا المقطع في كتابات ماري وألالاخ وأوغاريت ونوزي

### رو
لا توجد مشكلة في المقطع الثالث حيثما وجد في النصوص

## المعنى
لا يوجد معنى متفق عليه بين الباحثين على معنى دقيق لكلمة خبيرو، لكن اقترح الباحث الفرنسي پوتيرو(J.Pottèro) أن كلمة إبيأر (ibbi`ar) الكلدانية والتي تعني الهارب بالكلمة خبيرو، كما ترتبط بالمقطع السومري (SA.GAZ) والذي يعني غزاة (رجال الغزو). أما من سياق ورد الكلمة في النصوص فيمكن تفسيرها بمعنى بدو، غزاة، نهابون
إن التميز بهذا الاسم لا يعني تميز ديني أو لغوي أو قَبلي لهذه المجموعة وهي لم تختص بمكان معين فظهورها كجماعة هامشية في مناطق مختلفة ترتزق في كثير من الأحيان من خلال المشاركة في الأعمال العسكرية، جعل النصوص المكتوبة بالسومرية تحتفظ لها بالاسم «العصابة».

## استنتاجات
يمكن تقديم هذه الجماعات على أنها جماعات بشرية غير مستقرة تشبه البدو إلا أنها لا تعتمد الوسائل البدوية الأساسية في العيش من رعي الحيوانات لكنها تكسبت أساساً من خلال المشاركة في غزوات التي شنها حكام المدن- الدول والملوك، كما أنها تختلف عن البدو في كونها لا تتبع نظام المشيخات، بحيث لم تذكر النصوص أسماء زعماء لها

## العبيرو والعبريين
جرت محاولات حثيثة من قبل العاملين في مجال الآثار والتاريخ من أتباع مدرسة الكتاب المقدس، لربط بين العبيرو في النصوص القديمة والعبريين في القصص الواردة في التناخ على أساس من التشابه بين اسم العبيرو والجذر المشترك في اللغات السامية (ع ب ر)
إلا هذه المحاولات لم تلق قبول الاختصاصين في اللغة الأكادية من مثل الألماني ب. لاندسبرگ (B.Landesberg) وپوتيرو(J.Pottèro) وغيرهم.